# IMDb
IMDb, acronimo di Internet Movie Database, è un sito web proprietà di Amazon che cataloga, archivia film, attori, registi, personale di produzione, programmi televisivi, e anche videogiochi.
IMDb Pro è la versione professionale, a pagamento, disponibile per tutti coloro che vogliono promuovere o archiviare le proprie opere.

## Storia
L'archivio nacque il 17 ottobre 1990 come una raccolta di script sviluppati da Col Needham, che consentiva la ricerca all'interno delle FAQ, che apparivano sul gruppo di discussione Usenet rec.arts.movies. Nel 1993 fu progettata un'interfaccia centralizzata per l'interrogazione dell'archivio tramite posta elettronica, e nel 1994 il sistema fu esteso consentendo anche l'immissione di informazione nell'archivio sempre tramite e-mail. Successivamente l'archivio fu trasferito sul Web, usando inizialmente una rete di server mirror e ricorrendo alla donazione di banda da parte di varie organizzazioni. Nel 1996 fu costituita la società Internet Movie Database Ltd., con Needham proprietario principale, e al sito web vennero aggiunti i primi banner promozionali.
Ad aprile 1998 la società fu acquisita da Amazon, che assunse anche molti degli sviluppatori dell'archivio originale. Il 17 settembre 2009 nacque la versione localizzata del sito in lingua italiana, chiusa a fine febbraio 2013. Il 13 aprile 2015 Amazon annunciò l'integrazione di IMDb nelle proprie Fire TV: durante la visione di un film è quindi possibile visualizzare sullo schermo le informazioni di IMDb (come ad esempio le biografie degli attori, film simili, notizie trivia, ecc.).

## Contenuti
IMDb ha l'obiettivo di archiviare e catalogare i seguenti tipi di opere:
- Film cinematografici (inclusi cortometraggi e mediometraggi)
- Film per la televisione
- Speciali televisivi
- Serie televisive, telefilm, e pilota
- Singoli episodi di show televisivi
- Videogiochi live-action (che contengono, per esempio, sezioni filmate)
- Video clip musicali
- Spot televisivi
- Podcast
- Episodi di Podcast

Non prevede, invece, l'archiviazione di:
- Video amatoriali
- Film industriali
- Show televisivi regionali / locali
- Opere teatrali

Su IMDb si trova un'ampia gamma di informazioni su ciascuna opera che comprende informazioni essenziali quali quelle sul cast di attori e registi, il sunto delle trame e le recensioni. Inoltre è possibile reperire informazioni su argomenti più specifici, come l'elenco del cast tecnico coinvolto nella produzione e nello sviluppo del film, gli errori durante il girato, le incongruenze storiche o temporali, l'elenco degli eventuali brani della colonna sonora, il formato, le eventuali versioni alternative e altro ancora.
Gli attori, i registi e gli sceneggiatori, così come altri membri della troupe, hanno pagine a loro dedicate nelle quali sono elencati i film e i programmi ai quali hanno lavorato e, spesso, anche una biografia. C'è anche una sezione dedicata ai personaggi più celebri, con una loro descrizione, con l'elenco dei film e delle serie TV in cui sono comparsi e con gli attori che li hanno interpretati. Esiste anche una versione estesa dell'archivio dove è possibile ricercare i film con il titolo con cui è uscito nelle differenti lingue e nei differenti paesi.
Il sito ha due progetti paralleli: The Big Cartoon Database, dedicato al mondo dell'animazione, e The Big Comic Book Database, dedicato al mondo dei fumetti; in più IMDb offre informazioni sui videogame, notizie sui film e su programmi televisivi (con riferimento ai soli Stati Uniti d'America) oltre a seguire eventi speciali come ad esempio gli Academy Awards (la notte degli Oscar). Un'ulteriore versione del sito, IMDbPro, fornisce informazioni aggiuntive per i professionisti del settore, quali i contatti di attori, registi e quanti altri lavorano nel settore, calendari delle produzioni e molto altro; si tratta di un servizio specializzato a pagamento, gratuito solo per un mese di prova.

## Sigle
IMDB usa sigle per facilitare il riconoscimento dei vari prodotti cinematografici. All'interno delle schede, i film direct-to-video sono evidenziati con la lettera «V» dopo il titolo e l'anno di produzione. Stessa metodologia è adottata con i film per la TV, segnalati con la dicitura «TV».

## Classifiche

### Top 250
Una delle funzionalità di IMDb è la Top 250, una classifica dei primi 250 film di tutti i tempi votati dagli utenti registrati al sito. Ogni utente ha la possibilità di votare un film con un voto da "1" a "10". Questi voti sono poi filtrati tramite una formula matematica di tipo bayesiano che genera il punteggio finale. Per salvaguardare il sistema dai "voti multipli" e da altri tentativi di falsificare la classifica, l'archivio usa algoritmi non resi pubblici per filtrare i dati, oltre ad un limite minimo di voti, nel tentativo di fornire una classifica il più possibile non alterata.
L'elenco dei primi 250 film è vario, presentando film degli albori del cinema come pellicole appena distribuite nelle sale. Allo stesso modo appaiono film popolari, con decine di migliaia di voti (come quelli della saga di Guerre stellari), così come film poco conosciuti con poche migliaia di voti. L'obiettivo è di rappresentare tutti i generi cinematografici, dal genere noir alla commedia, dai film western a quelli di fantascienza, passando per i film d'animazione, musical e così via.